# Docent (hoger onderwijs)
Een docent(e) in het hoger onderwijs draagt kennis en vaardigheden over aan studenten van de bewuste instelling voor hoger onderwijs. Het woord docent is afgeleid van het Latijnse doceren, dat 'onderwijzen' betekent.
Veel docenten aan universiteiten geven niet alleen gespecialiseerd onderwijs maar verrichten ook onderzoek.                 

## Nederland
In Nederland  moeten docenten aan het hoger onderwijs beschikken over een getuigschrift dat het recht geeft hun onderwijstaken uit te oefenen. Aan universiteiten kunnen docenten de zogenaamde Basiskwalificatie Onderwijs (BKO) behalen door aan hun instelling een korte opleiding te volgen die hen bekwaamt in didactische vaardigheden. Aan het hoger beroepsonderwijs is er de vergelijkbare Basiskwalificatie Didactische Bekwaamheid (BDB) die veelal een wat uitgebreidere opleiding vraagt dan de BKO, al verschilt de precieze studielast per onderwijsinstelling. Zowel het hoger beroepsonderwijs als de universiteit kent een hiërarchie. Naast verschillende typen en rangen hoogleraren zijn er aan de universiteit  universitaire hoofddocenten en universitaire docenten, die allen ook onderzoekstaken hebben. Ze moeten gepromoveerd zijn; behalve hoogleraren, mogen ook sommige universitaire (hoofd)docenten optreden als promotor.  Daarnaast zijn er bij de universiteiten hoofddocenten en docenten, en soms instructeurs of assistenten die eveneens doceren. In het verleden kende de universiteiten nog andere soorten docenten zoals lectoren; deze laatsten zijn later hoogleraar gaan heten. Het hoger beroepsonderwijs kent lectoren, hoofddocenten en hogeschooldocenten. Voor lectoren geldt dat zij vrijwel alleen onderzoek uitvoeren en dus weinig lesgevende taken hebben. Hoofddocenten en zeker lectoren moeten gepromoveerd zijn, dit geldt niet voor overige docenten: daar volstaat een masteropleiding en relevante werkervaring.

## Vlaanderen
De Vlaamse universiteiten en hogescholen kennen net als de Nederlandse een hiërarchie van onderwijsgevers, met overeenkomstige  eisen en taken. In oplopende rang zijn er docenten, hoofddocenten en (gewoon) hoogleraren, die samen het zogenaamde zelfstandig academisch personeel vormen. Anders dan in Nederland worden deze alle aangesproken met de term 'professor'. Buiten het hoger onderwijs wordt de term docent in Vlaanderen niet of nauwelijks gebruikt.

## Andere landen
In andere landen zijn vergelijkbare functies en indelingen als in Nederland en Vlaanderen. In de Verenigde Staten kent men in opklimmende rang de assistant professor, de associate professor en de (full) professor, en daarnaast de instructor en lecturer. In Duitsland en veel andere Duits sprekende landen werken zowel aan Fachhochschulen als universiteiten verschillende typen docenten;  docent is daarbij ook een rang, lager dan die van hoogleraren.

## Docenten buiten het hoger onderwijs
Ook aan het basisonderwijs en het secundair onderwijs werken leerkrachten, die echter, zeker in Vlaanderen, geen docent maar leraar of onderwijzer worden genoemd. De betekenis van de term docent in Vlaanderen is dus anders dan in Nederland. De indeling van typen docenten en de verdeling van verantwoordelijkheden verschillen eveneens enigszins per land. Ook buiten het onderwijs wordt de term docent of leraar gebruikt, zoals bij sport, cultuur en religie.